# Piotr Krauze
Piotr Krauze – polski bokser amatorski, brązowy medalista mistrzostw Polski (1989) w kategorii piórkowej oraz dwukrotny brązowy medalista mistrzostw Polski juniorów (1982, 1983) w kategorii muszej oraz piórkowej. Podczas swojej kariery amatorskiej reprezentował barwy klubu Czarni Słupsk.

## Kariera amatorska
Dwukrotnie zajmował trzecie miejsca na mistrzostwach Polski juniorów w roku 1982 oraz 1983. W półfinale zawodów w roku 1982, Krauze przegrał nieznacznie na punkty (2:3) z Czesławem Klockiewiczem. Na mistrzostwach Polski juniorów w 1983 roku, rywalizujący w kategorii piórkowej Krauze ponownie doszedł do półfinału imprezy, w którym przegrał na punkty (0:5) z Piotrem Marcinkowskim.
Pięciokrotnie reprezentował swój klub na mistrzostwach Polski seniorów (1983, 1985, 1986, 1987, 1989). Najlepszym rezultatem boksera na mistrzostwach Polski seniorów było zajęcie trzeciego miejsca w roku 1989.

### Inne rezultaty
- Gee-Bee Tournament, Helsinki, 1987 - ćwierćfinał[8]